# Krasnoarmiejskij (obwód woroneski)
Krasnoarmiejskij (ros. Красноармейский) – osiedle w Rosji, w obwodzie woroneskim, w rejonie ertilskim. W 2010 liczyło 454 mieszkańców.